# Hermann Stöcker
Hermann Stöcker (Borne, 6 gennaio 1938 – 14 maggio 2022) è stato un calciatore tedesco orientale dal 1990 tedesco, di ruolo attaccante.